# Ridge (Hertfordshire)
Ridge est une paroisse civile et un village du Hertfordshire, en Angleterre.